# Велюшки манастир
Вижте пояснителната страница за други значения на Света Богородица Елеуса.
Велюшкият манастир „Рождество на Пресвета Богородица“ известен като „Света Богородица Елеуса“ (на македонска литературна норма: Вељушки манастир „Света Богородица Елеуса“), е православен женски манастир разположен край струмишкото село Велюса, в югоизточната част на Северна Македония. Част е от Струмишката епархия на Македонската православна църква – Охридска архиепископия.

## Местоположение
Църквата и конаците на манастира са разположени на 10 km от Струмица, на една висока скала на планината Еленица, над селото Велюса, носещо името му Елеуса – гръцката форма на Милостива. Според устава на обителта храмовият празник е Въведение Богородично, но неизвестно кога той е заменен с Рождество Богородично (Малка Богородица, 8 септември).

## История
През 1917 година струмишкият митрополит Герасим записва местни предания, според които манастирът е основан от учениците на Кирил и Методий, а самият Методий проповядвал десет години по долината на Бела река, която тече източно от Велюса и в долното си течение се нарича Водочница.
На мраморна плоча над входната врата на църквата има гръцки надпис, който в превод гласи:
| „ | Възобнови се от основи този храм на пресветата Богородица Милостива от монаха Мануил, който стана епископ на Тивериопол. В годината 6588 [1080], индикт 3. | “ |

Втори надпис е нанесен върху плоча в нартекса над входа за наоса:
| „ | Като възложих всичките си надежди на тебе, о Майко непорочна и извор на милосърдието, аз, Мануил, пастир и монах, твой служител, поднасям ти, Владичице, този храм. | “ |

В 1916 година по време на Научната експедиция в Македония и Поморавието д-р Богдан Филов отнася двата надписа в Археологическия музей в София. На местата им в манастира са поставени мраморни копия.
Основателят монах Мануил идва от манастира „Свети Авксентий“ във Витиния, Мала Азия, поради настъпилия хаос след разгрома на византийската армия от сулджукските турци при Манцикерт през 1071 г. Мануил купува 162 модия земя (около 136 дка), а по-късно става тивериополски епископ. Между 1085 и 1106 г. Мануил построява и обзавежда църквата, изгражда манастира, предоставя му общежитиен устав и поставя монаха Илия за игумен.
Византийският император Никифор III Вотаниат, който слиза от трона през 1081 г., в недатиран хрисовул потвърждава собственостите на Иверския манастир и сред изброените притежания е и „манастирът Богородица към Струмица заедно с неговия проастий“, което означава, че манастирът принадлежи на Ивер от основаването си.
Иверският манастир притежава един сборник от края на ХI век, в който има четири хрисовула на Велюшкия манастир. В 1085 г. император Алексий I Комнин (1081 – 1118) заявява, че „споменатият храм на Елеуса е изграден на императорско място“, но на манастира се дава правото да не зависи от императора, константинополския патриарх, архиепископа на България, епископа на Струмица или от когото и да е, а да се управлява единствено от игумена. Манастирът е обявен за „самовластен, самоуправляем и свободен“, но не е и за автокефален – новите игумени се угвърждават от тивериополския епископ и му плащат за това. Епископът одобрява инвентара на манастира, ръкополога свещениците му и го защитава в светските и църковните съдълища, докато във вътрешния си живот манастирът се ползва с пълна свобода. Този статут е издействан самия тивериополски владика, който започва строителството на църквата. Със същия хрисовул Алексий I Комнин дарява на манастира 500 модия (около 420 декара) в землището на изчезналото по-късно село Кръстовица. При един от военните си походи срещу рашкия жупан Вукан – 1091, 1093 или 1094 г., Алексий I Комнин посещава манастира. В 1106 г. Алексий I Комнин издава нов хрисовул на манастира, в който се казва, че той е до селото Палеокастрон, в превод Стара крепост. Землището на манастира е определено на от владетеля, лично уверил се в нуждата и благочестието на монасите, на 162 модия (около 136 декара), монасите са освободени от данъци върху животните си и двете си мелници и евентуалните си бъдещи лозя, а 12 парици елевтери са освободени от данъци и ангарии, за да обработват манастирските земи.
Император Йоан II Комнин (1118 – 1143) дарява манастира с хрисовул, който обаче е изгубен. През 1144 или 1159 г. Мануил I Комнин (1143 – 1180) потвърждава издадените от дядо му и баща му хрисовули на манастира. Грамотата вероятно е издействана от епископ Климент Тивериополски, който също я подписва. В 1152 година игумен Дионисий иска от императорската канцелария да издаде опис (практик) на манастирските имоти. Мануил Комнин потвърждава правата на манастира и му подарява още 849 модия (около 709 декара) земя. Манастирът има метох в близкото село Мостеница. В 1156 година Мануил Комнин издава нов документ на манастира, а след четири години още един, с който ежегодно му отпуска 30 номизми.
След Клокотнишката битка през 1230 г., когато Македония попада в български ръце, цар Иван Асен II (1218 – 1241) с хрисовул потвърждава правата на Иверския манастир над Велюшкия. Този изгубен документ е споменат в решение на Светия Синод на Цариградската патриаршия от май 1250 година. След 1246 година манастирът е покровителстван от никейския император Йоан III Дука Ватаци и византийския сановник Константин Комнин Торники. Стефан Душан (1331 – 1355), който превзема и Македония, потвърждава правата на манастира с грамоти от 1346 г. По това време манастирът притежава метосите „Свети Апостоли“, „Света Кали“, „Свети Безрсребреници“, „Св. св. Теодор Тирон и Теодор Стратилат“.
В средата на ХIII век според Иван Снегаров или в 1449 г. според Луи Пти е направен нов опис на имотите на манастира, в който не са споменати византийските императори. Според описа манастирът има 23 монаси, шест икони на Света Богородица, една на трима свети военачалници в сребърни или позлатени рамки, много неукрасени иконостасни икони, четири Евангелия със сребърна или позлатена украса, 64 ръкописа, между които „Деяния на патриарсите“ и „Книга на Климент“ и везани със злато завеси.
По-късно Иверският манастир дава манастира под наем за срок от пет години на свой монах, който е игумен. Манастирът е богат – притежава ниви, ливади и гори. След създаването на Българската екзархия в 1870 година манастирът, който е енорийска църква на Велюса, става екзархийски и Струмишката българска митрополия оспорва обвързаността му с Ивер, защото той е подчинен на Цариградската патриаршия. В 1911 г. властите нареждат да бъде построена отделна енорийска църква за селяните от Велюса.
На 17 август 1913 г. изтеглящите се гръцки войски опожаряват Струмица и жилищния корпус на манастира. Манастирът заедно със Струмишко става български и е напуснат от иверските монаси. Обновен е и се управлява от четиричленно настоятелство начело със свещеник, което се избира и утвърждава от митрополит Герасим Струмишки. Даваните под наем имоти са обявени от държавата за безстопанствени, което води до съдебни дела между Екзархията и държавата. В 1916 г. Богдан Филов пише, че „двете църкви Водочката и Велюшката са вече за жалост полусрутени и грозят съвсем да се съборят“.
След Първата световна война Струмишко е предадено на Кралството на сърби, хървати и словенци и манастирът попада под юрисдикцията на новосъздадената Сръбска православна църква.
След Втората световна война в 1967 година става част от самопровъзгласилата се неканонична Македонска православна църква. На теория е част от Злетовско-струмишка епархия на СПЦ, а от 2002 година на канонично признатата Православна охридска архиепископия. През 1958 г. стенописите са почистени, а през 1966 и 1970 г. е извършена консервация на архитектурата и живописта. През 1995 г. в манастира е възстановен монашеският живот, но през следващата година монасите се местят във Водочкия манастир и Велюшкият става женски. Сестрите се занимават с иконопис и издателска дейност и участват в списването и издаването на списанието „Премин“.

## Архитектура
Църквата на манастира, строена в 1080 г., е от дялан бигор, редуван с тухли. Вероятно първоначално храмът служи като частен параклис. Представлява четириапсидна сграда с купол на висок осемстенен барабан. Към нея от южна страна е пристроен куполен параклис „Свето Възнесение Господне“ („Свети Спас“) с купол, а от запад – куполен нартекс. През втората половина на ХIV век е достроен екзонартекс и трем от южната страна, а по-късно и трем от север. Стените на конхите и южния параклис са разчленени с два реда слети профилирани прозорци. Много тесни и дълги профилирани прозорци има и по средата на източната и северната конха. Стените под покрива и извивките на фасадите и куполните арки са украсени с двоен ред зъбци.

## Живопис
Запазените стенописи са от два периода. Първият слой, фрагментарно запазен, е от времето на създаването на църквата – 80-те години на ХI век и се отнася към Комниновата школа, като според Воислав Джурич превъзхождат всички други балкански художествени образци от епохата. Сред запазените стенописи са Света Богородица с Младенеца на престол в олтарната апсида, композицията Сретение в западната конха и композицията Слизане в ада в северната. В апсидата е представена литургията на Светите отци – Свети Василий Велики и Свети Йоан Златоуст са обърнати към Приготвения престол, а Свети Григорий Богослов и Свети Атанасий Александрийски са изобразени фронтално. Върху олтарната арка са представени 24 медальона със Свети Четиридесет мъченици.
- Богородица с Младенеца на престол в олтарната апсида
- Свети Йоан Златоуст
- Свети Василий Велики

В купола са Христос Вседържител, Богородица Оранта, Свети Йоан Кръстител, четири старозаветни пророка и два архангела в царски одежди. В четирите пандантива са изобразени евангелистите.
- Исус Христос Вседържител
- Богородица Оранта
- Пророк Йеремия
- Ангел
- Ангел

В купола на южния параклис е изрисувано изображение на Христос Емануил според пророк Исая. В апсидата са изобразени два архангела, които държат огромен медальон с Христос, седнал на многоцветна дъга. В коридора от южния параклис към наоса са изобразени неизвестен епископ, в ниша, Свети Нифонт Констански и Великомъченик Пантелеймон, който е от Мала Азия.
- Исус Христос в медальон
- Свети Нифонт
- Свети Пантелеймон

Екзонартексът и южната галерия са достроени през ХIV век и оттогава произхождат и стенописите в тях. Богдан Филов смята, че тук „работата по колорит и рисунка се различава значително от тази в главната църква и е по-груба“. В екзонартекса е изрисуван Свети Онуфрий Велики, египетски отшелник от IV-V век.
В църквата е запазен оригиналният мраморен иконостас, принадлежащ към втория етап от развитието на темплона, при който иконите са поставени в два реда – на архитрава и между колоните. През ХI век е монтирана подова мозайка, запазена фрагментарно в и пред олтара. През 1164 г. са рисувани иконите в храма. В църквата се пазят части от мощите на Свети Григорий Палама и Свети Василий Велики.

## Литуратура
- Petit, L. Le monastère de Notre Dame de Pitié. – Известия Русского археологического института в Константинополе. Т. VI, 1900, 1 – 153.
- Иванова, Вяра. Стари църкви и манастири в българските земи, IV-VII вв. – Годишник на Националния музей, 4, 1922 – 1925, 429 – 582.
- Милетич, Любомир. Струмишките манастирски черкви при с. Водоча и с. Велюса. – Македонски преглед, 2, 1926, № 2, 35 – 48.
- Трайчев, Георги. Манастирите в Македония. С., 1933, с. 169 – 173.
- Laurent, V. Recherches sur l'histoire et la cartulaire de Notre-Dame de Pitié à Stroumitza. – Echos d'Orient, 1934, № 33, 5 – 27.
- Снегаров, Ив. История на Охридската архиепископия. Т. 1. От основаването ѝ до завладяването на Балканския полуостров от турците. Фотот. изд. С., 1995; 3 изд. С., 2007, 360, 616 с Архив на оригинала от 2014-04-07 в Wayback Machine..
- Јовановић, М. О Водочи и Вељуси после конзерваторских радова. – Зборник на Штипскиот народен музеј. Штип, 1, 1959, 131 – 135.
- Djurić, V. J. Fresques du monastère de Veljusa. – In: Akten des XI Intern. Byzant. Kongresses, 1958. München, 1960, 113 – 121.
- Иванов, Й. Български старини из Македония. С., 1970, 176 – 177.
- Миљковиќ-Пепек, П. Вељуса, манастир Св. Богородица Милостива во селото Вељуса кај Струмица. Скопје, 1981.
- Лазарев, В. Н. История византийской живописи. М., 1986, 100 – 101.
- Филов, Б. Пътувания из Тракия, Родопите и Македония, 1912 – 1916. Съст. Петър Петров. С., 1993, 79 – 80, 199.
- Корнаков, Д. Македонски манастири. Скопје, 1996, 180 – 186; 2 изд. 2005, 119 – 122.
- Джурич, В. Византийские фрески. Средневековая Сербия, Далмация, славянская Македония. М., 2000, 31 – 33, 331 – 332.
- Опись имущества к уставу монастыря Елеусы (Милостивой) в Велюсе близ Струмицы. – В: Бельтинг, Х. Образ и культ: история образа до эпохи искусства. М., 2002, 581 – 582.
- Манастирът Велюса – в миналото и днес Архив на оригинала от 2011-11-19 в Wayback Machine., dveri.bg